# James Brown Scott
James Brown Scott, JUD (3 de junio de 1866-25 de junio de 1943) fue un jurista y politólogo, gran autoridad estadounidense en derecho internacional. Fue un importante estudioso de la cultura hispánica, especialmente de la Escuela de Salamanca.

## Primeros años
Scott nació en Kincardine, Ontario, Canadá.  Formado en la Universidad de Harvard.  Viajó a Europa y estudió en diversos países e instituciones: Berlín, Heidelberg (J.U.D.), París.

## Carrera
Tras su regreso a los Estados Unidos, Scott ejerció la abogacía en Los Ángeles, California  de 1894 a 1899. Fundó la escuela de leyes en la Universidad del Sur de California, siendo su decano, aunque su participación en la guerra hispano-estadounidense interrumpió esa función. Fue también decano de la escuela de leyes de la Universidad de Illinois (1899–1903), profesor en la Columbia, y en la Universidad George Washington (1905–06). En 1907 se sumó como experto en leyes internacionales a la delegación de Estados Unidos en la segunda Conferencia de Paz de La Haya. También sirvió en una comisión del Departamento de Estado de los Estados Unidos encargada de realizar recomendaciones al Congreso en la reforma de ley de nacionalidad de los Estados Unidos, la cual tendría como resultado la Ley de Expatriación de 1907.
En 1909, Scott impartió conferencias en la Universidad Johns Hopkins. Desempeñó el cargo de secretario del Fondo Carnegie para la Paz Internacional, y aportó varios escritos a las Conferencias de La Haya de 1899 y 1907 (1908, 1909, 1915). Además ejerció como editor en jefe de la Revista americana de Ley Internacional, y editor del American Case Book, publicaciones en las que difundió numerosos artículos acerca de politología, derecho internacional y los movimientos de la paz.
Fue asimismo importante abanderado de la escuela española de Derecho Internacional del siglo XVI, es decir de la Escuela de Salamanca, demostrando que pensadores como sobre todo Francisco de Vitoria y Francisco Suárez ya habían realizado las contribuciones fundamentales al derecho internacional un siglo antes que Hugo Grocio en su De iure belli ac pacis (Sobre la ley de guerra y paz), autores de los que este último es compendiador.

## Obras
- Cases on International Law (segunda edición, 1908)
- Cases on Quasi Contracts (1905)
- Cases on Equity Jurisdiction (dos volúmenes, 1906)
- Argument of Senator Root in the Fisheries Arbitration (1911)
- The Status of the International Court of Justice (1914)
- The United States: A Study in International Organization (1 edición). Nueva York: Oxford University Press. 1920. Consultado el 6 de julio de 2017.
- El origen español del Derecho Internacional moderno (Valladolid, 1928)
- The Spanish Origin of International Law - Francisco De Vitoria and His Law of Nations (1934)

## Ediciones españolas
- El origen español del Derecho Internacional moderno, y otros escritos, edición y estudio de Pedro Aullón de Haro, Madrid, Instituto Juan Andrés, 2024.